# 昂拉
昂拉（法語：Anla，法語發音：[ɑ̃la]）是法国上比利牛斯省的一个市镇，位于该省东部，属于巴涅尔德比戈尔区。

## 地理
昂拉（43°0'10"N, 0°34'55"E）面积2.85 平方千米，位于法国奧克西塔尼大區上比利牛斯省，该省份为法国西南部内陆省份，北至热尔省，西接大西洋比利牛斯省，南与西班牙接壤，东临上加龙省。
与昂拉接壤的市镇（或旧市镇、城区）包括：贝尔特朗、克雷谢、伊约、伊佐尔、萨尔、昂蒂尚、阿沃。

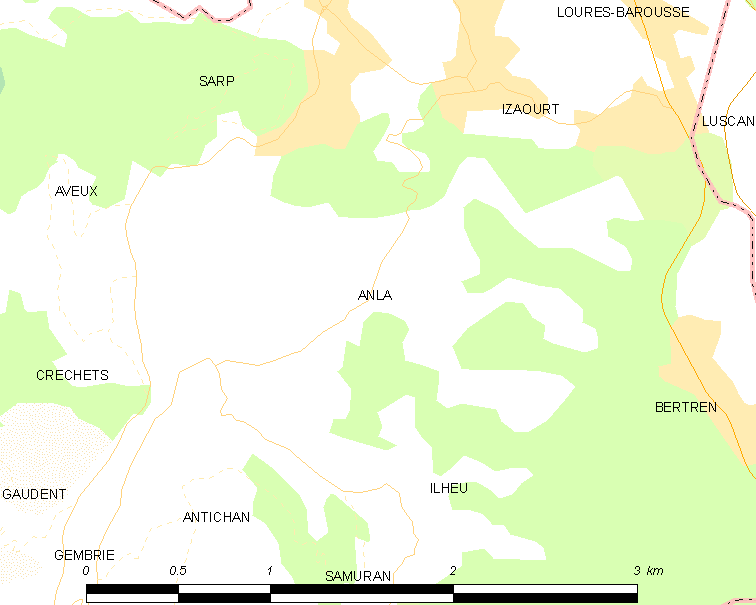
昂拉的OSM定位图

昂拉的时区为UTC+01:00、UTC+02:00（夏令时）。

## 行政
昂拉的邮政编码为65370，INSEE市镇编码为65012。

## 政治
昂拉所属的省级选区为巴鲁斯谷县。

## 人口

1962-2008年间昂拉人口变化图示

昂拉于2022年1月1日时的人口数量为82人。